# Wanted: A Mother
Wanted: A Mother è un film muto del 1918 diretto da Harley Knoles.

## Trama
La piccola Eileen Homer, trascurata dal padre che non riesce a riprendersi dal dolore per la moglie morta, cambia il testo di annuncio: invece di "cercasi governante", scrive "cercasi mamma". Intanto, Homer viene aggredito da Giuseppe, un operaio che gli imputa la morte del figlio malato. Eileen sogna che la dottoressa Winter, amica di suo padre, sia diventata la sua fata madrina e, nel sonno, cammina fino alle rive di un lago. Giuseppe, chiuso nel suo dolore, vaga anche lui nella notte: vede la bambina, la salva e la porta a casa, dove vede in lei una ricompensa per la perdita del figlio. Nel tentativo di scappare, Eileen cade dalla scala antincendio e viene portata all'ospedale dove la dottoressa Winter la salva. Ora il dottor Homer diventa un padre più amorevole: Eileen ha una nuova mamma (la dottoressa Winter) e Giuseppe, superato il suo dolore, diventa il giardiniere della famiglia Homer.

## Produzione
Il film fu prodotto dalla World Film. Alcune fonti attribuiscono il soggetto a Helen Bearé.

## Distribuzione
Il copyright del film, richiesto dalla World Film Corp., fu registrato il 5 marzo 1918 con il numero LU12146.
Distribuito dalla World Film e presentato da William A. Brady, il film uscì nelle sale cinematografiche statunitensi il 18 marzo 1918. In Francia, fu distribuito l'8 luglio 1921 con il titolo Paternité.